# Santo Domingo (Wenezuela)
Santo Domingo – miasto w Wenezueli, w stanie Mérida.